# 馬特·勞瑞亞
馬特·勞瑞亞（Matthew "Matt" Lauria，1982年6月21日—）是美國的一位演員 。他在2007年首次出演電視，出演的首個節目是超級製作人。